# Thomas Schneider (Diplomat)
Thomas Friedrich Schneider (* 18. November 1961 in Aalen) ist ein deutscher Diplomat. Er war von 2017 bis 2023 Botschafter in Maskat, Oman.

## Leben
Nach dem Abitur 1981 in  Aalen studierte er von 1982 bis 1988 Rechtswissenschaften in Würzburg, erhielt 1989 das 1. juristische Staatsexamen, absolvierte in der Zeit von 1989 bis 1991 den juristischen Vorbereitungsdienst und erhielt 1991 das 2. juristische Staatsexamen.
Von 1991 bis 1992 war Schneider als Referent im Sächsischen Staatsministerium des Innern tätig und trat anschließend in den Vorbereitungsdienst im höheren Auswärtigen Dienst ein. In der Zeit von 1993 bis 1994 war er im Auswärtigen Amt in Bonn und anschließend von 1994 bis 1996 als Referent in der Botschaft Damaskus tätig.
Anschließend wurde er bis 1999 in der Ständigen Vertretung beim Europarat in Straßburg als Referent und darauffolgend bis 2002 im Auswärtigen Amt in Berlin verwendet.
Nach einer Tätigkeit in der Botschaft Riad von 2002 bis 2006 war Schneider bis 2010 im Auswärtigen Amt in Berlin stellvertretender Referatsleiter.
Nachdem er von 2010 bis 2014 vier Jahre als Leiter des Rechts- und Konsularreferat in der Botschaft London tätig gewesen war, wurde Schneider von 2014 bis 2017 im Auswärtigen Amt in Berlin Referatsleiter.
Von August 2017 bis August 2023 war Schneider Botschafter und leitete die Botschaft Maskat, Oman.